# جردن نایت
جردن نایت (انگلیسی: Jordan Knight؛ زادهٔ ۱۷ مهٔ ۱۹۷۰) یک موسیقی‌دان اهل ایالات متحده آمریکا و عضو گروه نیو کیدز آن د بلاک است. وی از سال ۱۹۸۴ میلادی تا کنون مشغول فعالیت بوده‌است. 